# La Nuit où Laurier Gaudreault s'est réveillé
La Nuit où Laurier Gaudreault s'est réveillé est une mini-série franco-canadienne en cinq épisodes d'environ 62 minutes créée, écrite et réalisée par Xavier Dolan, d'après la pièce de Michel Marc Bouchard, et mise en ligne le 24 novembre 2022 sur la plateforme de streaming Club Illico. En France, la série a été doublée et diffusée entre le 23 janvier et le 6 février 2023 sur Canal+.
Il s'agit d'une adaptation télévisée de la pièce du même nom du dramaturge Michel Marc Bouchard.
Ce drame psychologique comporte de nombreux traits d'humour et clins d'œil au cinéma d'horreur. Sa diégèse se déroule dans la municipalité fictive de Val-des-Chutes au Québec et oscille principalement entre 1991 et 2019.

## Synopsis
L'intrigue est centrée sur Mireille Larouche, son frère Julien et leur meilleur ami Laurier Gaudreault. Fortement unis, les trois personnages sont divisés par un évènement traumatique qui se déroule dans la chambre à coucher de Laurier durant une nuit d'octobre 1991. Vingt-huit ans plus tard, Mireille, qui s'est exilée à Montréal et s'y est construit une grande réputation comme thanatologue, revient dans sa ville natale au décès de sa propre mère, Madeleine, qui avait exprimé la volonté expresse d'être embaumée par sa fille. Ces évènements réveillent le passé trouble des Larouche…

## Distribution

### Acteurs principaux
- Julie Le Breton (VF : Adeline Moreau) : Mireille « Mimi » Larouche
- Patrick Hivon (VF : Alexis Victor) : Julien « Ju » Larouche
- Éric Bruneau (VF : lui-même) : Denis « Den » Larouche
- Xavier Dolan (VF : lui-même) : Elliot « Eli » Larouche
- Magalie Lépine-Blondeau (VF : Elisabeth Ventura) : Chantal Gladu
- Anne Dorval (VF : elle-même) : Madeleine « Mado » Larouche
- Julianne Côté (VF : Nastassja Girard) : Stéfanie

### Acteurs secondaires
- Jasmine Lemée (VF : Lila Lacombe) : Mireille Larouche, à 14 ans
- Elijah Patrice (VF : Maxime Baudouin) : Julien Larouche, à 16 ans
- Pier-Gabriel Lajoie (VF : Gauthier Battoue) : Laurier Gaudreault
- Guylaine Tremblay (VF : Marie Vincent) : Monique Gaudreault
- Jacques Lavallée (VF : lui-même) : Pierre Larouche
- Roger Larue : Gaston Gaudreault
- Rosalie Loiselle : Marie-Soleil
- Sophia Blondin (VF : Vanessa Van-Geneugden) : Sonia
- Devon O'Connor : Kéven
- Sylvie Drapeau : Nicole
- Henri Chassé (VF : Bernard Métraux) : Jean
- Michel Laperrière (VF : Gérard Darier) : Michel
- Djebril Zonga (VF : lui-même) : le professeur de littérature
- Guenièvre Sandré (VF : Edwige Lemoine) : Karine
- Virginie Ranger-Beauregard (VF : Adeline Germaneau) : Vanessa

 Source et légende : version française (VF) sur RS Doublage et carton télévisé du doublage français.

## Épisodes
1. La nuit où Madeleine est morte
2. La nuit où Mireille était reparue
3. La nuit où Chantal avait compris
4. La nuit où Julien avait pris peur
5. La nuit où Laurier Gaudreault s'est réveillé

## Accueil critique
Les principales critiques, par exemple celles du Devoir et de La Presse, se révèlent très positives.